# Montipora patula
Montipora patula är en korallart som beskrevs av Addison Emery Verrill 1869. Montipora patula ingår i släktet Montipora och familjen Acroporidae. IUCN kategoriserar arten globalt som sårbar. Inga underarter finns listade i Catalogue of Life.